# 森永悠希
森永悠希（日语：／ Morinaga Yūki；1996年6月29日—）是日本男演員，出身自大阪府，Sony Music Artists旗下藝人。

## 作品列表

### 電影
- 豐臣公主（2011年5月28日）：飾演 真田大輔
- 花牌情緣：飾演 駒野勉
  - 上之句（2016年3月19日）
  - 下之句（2016年4月29日）
  - 結（2018年3月17日）
- 薙刀社青春日記（2017年9月22日）：飾演 宮路夏之
- 羊與鋼之森（2018年6月8日）：飾演 南隆志
- 天外者（2020年12月11日）：飾演 伊藤博文

### 電視劇
- 向牛許願（2007年7月3日－9月11日，關西電視台）：飾演 津村太郎
- 暴風雨（2011年7月－9月，NHK）：飾演 孫嗣勇（少年時期）
- 被稱作早海的日子（2012年1月－3月，富士電視台）：飾演 早海優三
- 平清盛（2012年1月－12月，NHK）：飾演 平資盛
- 花燃燒（2015年1月－12月，NHK）：飾演 杉敏三郎
- 杜鵑鳥的蛋是誰的（2016年3月27日－5月1日，WOWOW）：飾演 和真
- 極樂天使（2016年4月13日－6月18日，日本電視台）：飾演 加藤孝志
- 只想住在吉祥寺嗎？ 第6集（2016年11月18日，東京電視台）：飾演 北井朝彥
- 別嬪小姐（2017年1月－4月1日，NHK）：飾演 小澤龍一
- 鐵證懸案2～真相之門～ 第2集（2018年10月20日，WOWOW）：飾演 佐伯慎一
- Voice 110緊急指令室 第2集 - 第5集（2019年7月20日－8月10日，日本電視台）：飾演 新田康介
- 絶對零度〜未然犯罪潛入搜查〜（2020年1月6日－3月16日，富士電視台）：飾演 吉岡拓海
- 美食偵探 明智五郎 第7、8集（2020年6月14日、21日，日本電視台）：飾演 田畑陽介
- 共演NG（2020年10月26日－12月14日，東京電視台）：飾演 佐佐木信也
- 神的病歷簿 第4集（2021年3月8日，東京電視台）：飾演 新發田大里
- 只是在結婚申請書上蓋個章而已（2021年10月19日－12月21日，TBS）：飾演 井上陸
- 勿說是推理 第1集－第3集（2022年1月10日－24日，富士電視台）：飾演 淡路一平
- 逃亡醫F 第4集（2022年2月5日，日本電視台）：飾演 佐野昌明
- 復讐的未亡人（2022年7月8日－8月26日，東京電視台）：飾演 古武一也
- 獻給國王的無名指（2023年4月18日－6月20日，TBS）：飾演 秋田幸司
- 治癒系鄰居有秘密（2023年7月8日－9月30日，日本電視台）：飾演 上村浩平
- 布基烏基（2023年10月－2024年3月，NHK）：飾演 股野義夫
- 約定～第16年的真相～（2024年4月11日－6月13日，讀賣電視台・日本電視台）：飾演 天草勇樹
- 柚木家的四兄弟（2024年5月28日－7月18日，NHK綜合）：飾演 矢代幡駿
- TRUE COLORS（2025年1月5日－3月2日，NHK BS Premium 4K・NHK BS4K）：飾演 藤島一平
- 未戀～隱藏的孤獨們～（2025年1月10日－3月14日，關西電視台・富士電視台）：飾演 沖一平
- 問題物件 第4集（2025年2月5日，富士電視台）：飾演 日向興一
- 花牌情緣－巡－（2025年7月9日－，日本電視台）：飾演 駒野勉

### 網絡劇
- 今際之國的闖關者（2020年12月，Netflix）：飾演 勢川張太

## 外部連結
- 經紀公司個人資料頁面（日語）
- 森永悠希的X（前Twitter）（日語）
- 森永悠希的Instagram帳戶（日語）